# W odmęcie uczuć
W odmęcie uczuć (Verwirrung der Gefühle) – nowela Stefana Zweiga z 1927 roku.

## Fabuła
Roland de D., narrator, jest sześćdziesięcioletnim zasłużonym profesorem anglistyki. Wiele lat wcześniej był biednym studentem anglistyki, nielubiane studia zaniedbywał przez wiele miesięcy i często krążył pijany po ulicach Berlina. Ojciec, dyrektor liceum w pewnym północnym miasteczku, postanawia wysłać go do uniwersytetu na prowincji w centralnych Niemczech, gdzie Roland jest pod wrażeniem profesora, którego pasjonuje Szekspir. Roland zamieszkuje w wynajętym pokoju nad mieszkaniem tego przyjaznego mu naukowca. Profesor ma żonę, ale traktuje ją chłodno i często zostawia samą. Roland proponuje swoją pomoc przy pisaniu książki filologicznej. Profesor jednak czasem jest przyjazny, a czasem trzyma go na dystans. Student nie wie, co o tym myśleć i wręcz cierpi psychicznie. W końcu profesor wyznaje mu powód swojego zachowania.